# Pietro Algeri
Pietro Algeri (Torre de' Roveri, 2 ottobre 1950) è un dirigente sportivo, ex ciclista su strada e pistard italiano.
Fu campione del mondo di inseguimento a squadre nel 1971, e poi professionista su strada e pista dal 1974 al 1982. Dal 1982 al 2009 è stato direttore sportivo per diversi team professionistici.

## Carriera
Cominciò a gareggiare tra gli Esordienti nel 1966 con il G.S. Torre de' Roveri. Dal 1969 al 1973 fu attivo tra i dilettanti, mettendosi in luce soprattutto su pista, con diverse affermazioni nei campionati italiani e mondiali. Nella competizione iridata fu medaglia d'argento di inseguimento a squadre nel 1969, e oro nel 1971 in quartetto con Giacomo Bazzan, Luciano Borgognoni e Giorgio Morbiato. Fece anche parte della squadra italiana di inseguimento a squadre ai Giochi olimpici di Monaco di Baviera nel 1972, dove però non riuscì a cogliere medaglie. Negli stessi anni fu attivo anche su strada, vincendo importanti gare come il Giro delle Tre Provincie, il Circuito del Porto e il Trofeo Papà Cervi.
Passato professionista nel 1974 con la Bianchi-Campagnolo, gareggiò su pista fino al 1982, vincendo due volte consecutivamente la Sei giorni di Montréal, mettendo a referto, nel 1976, il record dell'ora di mezzofondo, e vincendo il bronzo mondiale di specialità nel 1977 a San Cristóbal; si aggiudicò anche un titolo nazionale professionisti dell'inseguimento individuale e due titoli nel mezzofondo. Su strada fu pro per sette anni, fino al 1980, non ottenne risultati di rilievo ma corse per quattro volte il Giro d'Italia come gregario.
Ritiratosi dall'attività agonistica nel 1982, svolse per tre decenni il ruolo di direttore sportivo. Legato al telaista Colnago, diresse fino al 1990 Giuseppe Saronni alla Del Tongo, alla Malvor-Sidi e nella nuova Diana-Colnago, squadra divenuta poi Lampre e dove a partire dal 1992 fu affiancato nello staff tecnico dallo stesso Saronni. Nel 1999 lanciò nel professionismo in maglia Lampre il figlio Matteo Algeri. A fine 2003 lasciò Lampre per dare vita a una nuova squadra, la Saunier Duval-Prodir, insieme a Mauro Gianetti e al fratello Vittorio Algeri, anch'egli ds con esperienza decennale. Diresse i suoi team in 26 Giri d'Italia, vincendo per tre volte, con Saronni nel 1983, Pavel Tonkov nel 1996 e Gilberto Simoni nel 2001.
A partire dal 2010 è il responsabile in corsa il servizio di Assistenza Meccanica Neutrale delle corse RCS Sport (servizio a marchio Vittoria fino al 2017, Shimano dal 2018), fra cui Tirreno-Adriatico e Giro d'Italia.

## Palmarès

### Strada
- 1969 (dilettanti)

Giro delle Tre Province
- 1970 (dilettanti)

Circuito del Porto-Trofeo Internazionale Arvedi
- 1971 (dilettanti)

Prologo Settimana Ciclistica Bergamasca (Almenno San Salvatore > Selvino, cronometro)
- 1973 (dilettanti)

Milano-Rapallo
Montecarlo-Alassio
Trofeo Papà Cervi

### Pista
- 1971

Campionati del mondo, Inseguimento a squadre (con Giacomo Bazzan, Luciano Borgognoni e Giorgio Morbiato)
Campionati italiani, Inseguimento a squadre (con Giacomo Bazzan, Luciano Borgognoni e Giorgio Morbiato)
- 1975

Campionati italiani, Inseguimento individuale
- 1977

Campionati italiani, Mezzofondo
- 1979

Campionati italiani, Mezzofondo
Sei giorni di Montréal (con Willy Debosscher)
- 1980

Sei giorni di Montréal (con Willy Debosscher)

#### Altri successi
- 1976

Record dell'ora dietro motori (69,741 km)

## Piazzamenti

### Grandi Giri
- Giro d'Italia

1976: 84º
1977: 111º
1978: 90º
1980: squalificato (10ª tappa)

### Classiche monumento
- Milano-Sanremo

1974: 26º
1975: 89º
1976: 22º
1977: 144º
1978: 26º

### Competizioni mondiali
- Campionati del mondo su pista

Brno 1969 - Inseguimento a squadre: 2º
Varese 1971 - Inseguimento a squadre: vincitore
Rocourt 1975 - Inseguimento individuale: 8º
San Cristóbal 1977 - Mezzofondo: 3º